# Typhon
Thyphon (greacă Τυφῶν)  a fost un monstru fabulos cu o sută de capete de dragon,  fiul lui Tartarus(abis adânc) și Geea(Pământul). Conform altor surse, Typhon este fiul lui Cronos sau chiar al zeiței Hera. Alături de perechea sa, Echidna, a dat naștere multor monștri faimoși. El este faimos deoarece a izbutit să-l învingă pe Zeus și să alunge zeii olimpieni. 
Thyphon a încercat să-l răstoarne pe Zeus de la conducerea Cosmosului. Cei doi s-au luptat printr-o luptă cataclismica, în care Zeus l-a învins în final pe Typhon cu fulgere.  Typhon, înfrânt, a fost aruncat în Tartar, sau îngropat sub Muntele Etna ori sub insula Ischia. 
Python, a fost un șarpe monstruos care a fost ucis de zeul Apollo, este similar cu acest personaj. 
Typhon este identificat că zeul egiptean Set sau cu Tiamat, monstrul ucis de zeul babilonian  Marduk.  

## Etimologie
Numele de Typhon provine de la cuvantul grec tuphos care inseamna  "vârtej de vânt".  Typhon a fost inițial un zeu al vântului, iar sursele antice l-au asociat cu cuvintele grecești tuphon, tuphos însemnând „vârtej”. 
Cele mai vechi forme, Typhoeus și Typhaon, apar înainte de secolul al V-lea î.Hr. Homer folosește Typhoeus,   Hesiod și Imnul Homeric către Apollo folosesc atât Typhoeus, cât și Typhaon. Formele ulterioare Typhos și Typhon apar din secolul al V-lea î.Hr., Typhon devenind forma standard până la sfârșitul acelui secol.
Deși au fost sugerate mai multe derivări posibile ale numelui Typhon, derivarea rămâne incertă.    Alte teorii includ derivarea  din cuvântul „fum” (în concordanță cu identificarea lui Typhon cu vulcani),  după cuvântul din  limba  indo-europeană  dhuH-  care înseamnă „abis” (făcând din Typhon un „Șarpe al adâncului”) , și de la Sapõn, numele fenician pentru muntele sfânt al zeului ugaritic Baal Jebel Aqra   asociat cu epitetul Baʿal Sapōn. 
Este posibil ca numele să fi influențat cuvântul persan tūfān, care este o sursă a termenului meteorologic taifun. 

## Mitologie

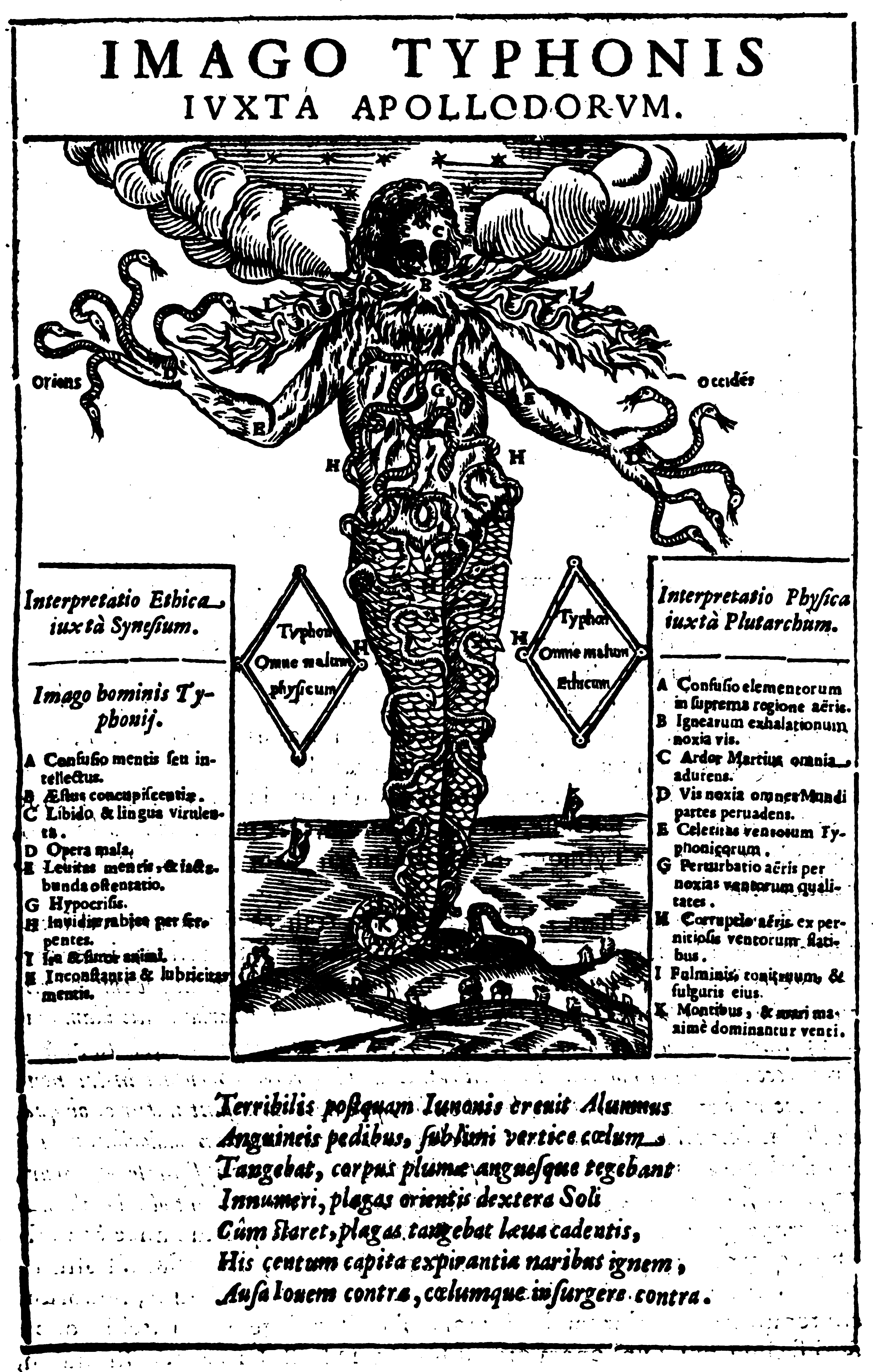
Ilustrația a lui Typhon din Oedipus Aegyptiacus, Athanasius Kircher, 1652

Sunt multe versiuni ale nașterii lui Typhon. Hesiod crede că acesta se născuse din cuplul primordial Gaia și Tartarus, cu ajutorul Afroditei. Apollodorus susține că Gaia l-a născut pentru a se răzbuna pentru înfrângerea copiilor ei, giganții. 
Homer susține că Hera, furioasă că Zeus o concepuse de unul singur pe Atena, se rugă Gaiei, lui Uranus și titanilor să-i dea un fiu mai puternic decât Zeus. Apoi lovi în pământ și rămase însărcinată. Îi dădu copilul lui Piton să-l crească, acesta devenind spaima muritorilor.
A treia versiune susține că Gaia, mâniată de înfrângerea giganților, a stârnit discordie între Zeus și Hera. La sfatul Gaiei, Hera s-a dus la Cronos, care i-a dat două ouă însămânțate de el, zicându-i să le îngroape și că din ele se va naște cineva care-l va înfrânge pe Zeus.

### Războiul cu olimpienii
După Apollodorus,Typhon îl înfrânse pe Zeus, tăindu-i tendoanele de la mușchii brațelor și picioarelor, apoi încarcerându-l într-o peșteră. Toți zeii, mai puțin Zeus și Atena, se transformară în animale și fugiră în Egipt. Apollo se transformă într-un șoim, Artemis într-o pisică și Leto într-un șoarece, probabil fiind o referire la zeii egipteni Horus, Bastet și Wadjet.
Zeus scapă cu ajutorul lui Hermes și al lui Pan. În a doua confruntare cu Thyphon, Zeus îl învinge pe acesta cu ajutorul trăznetului, îngropându-l sub muntele Etna sau în Tartar.

## În literatura românească
Episodul, este preluat în folclorul românesc, și amintim aici basmele: "Cu Țugulea" și "Ioana Vivoranca" din colecția Ionel Oprișan (vezi Basmele fantastice românești - Inima Putredă). Anumite particularități ale textelor românești și avem aici în vedere unele motive folclorice care apar în cadrul narațiunilor respective, ne fac să considerăm atât mitul Grec, cât și basmele populare românești, ca fiind apocrife ale Exodului Biblic.